# Zlati Klun
Zlatko »Zlati« Klun, slovenski bobnar, tolkalist in pevec, * 29. avgust 1952, Slope pri Kozini, † 21. september 2022, Koper.
Znan je bil kot član zasedb Demoni, Oko, Boomerang in Karamela.

## Izbrana diskografija
Boomerang:
- Boomerang (PGP RTB, (1979)
- Na zapadu ništa novo (Diskoton, 1982)

Karamela:
- Najlepša so jutra (McMillan Music Corporation, 1998)
- Brez strahu (Croatia Records, 2017)